# Endeavor
Endeavor és una població dels Estats Units a l'estat de Wisconsin. Segons el cens del 2000 tenia 440 habitants.

## Demografia
Segons el cens del 2000, Endeavor tenia 440 habitants, 153 habitatges, i 111 famílies. La densitat de població era de 265,4 habitants per km².
Dels 153 habitatges en un 47,1% hi vivien nens de menys de 18 anys, en un 51,6% hi vivien parelles casades, en un 16,3% dones solteres, i en un 26,8% no eren unitats familiars. En el 24,2% dels habitatges hi vivien persones soles el 7,8% de les quals corresponia a persones de 65 anys o més que vivien soles. El nombre mitjà de persones vivint en cada habitatge era de 2,88 i el nombre mitjà de persones que vivien en cada família era de 3,41.
Per edats la població es repartia de la següent manera: un 34,8% tenia menys de 18 anys, un 8,4% entre 18 i 24, un 32,3% entre 25 i 44, un 16,4% de 45 a 60 i un 8,2% 65 anys o més.
L'edat mediana era de 30 anys. Per cada 100 dones de 18 o més anys hi havia 91,3 homes.
La renda mediana per habitatge era de 44.063 $ i la renda mediana per família de 51.250 $. Els homes tenien una renda mediana de 31.364 $ mentre que les dones 22.750 $. La renda per capita de la població era de 14.365 $. Aproximadament el 4,5% de les famílies i el 8,7% de la població estaven per davall del llindar de pobresa.

## Poblacions més properes
El següent diagrama mostra les poblacions més properes.